# USS Rogers Blood (APD-115)
USS Rogers Blood (APD-115) là một tàu vận chuyển cao tốc lớp Crosley, nguyên được cải biến từ chiếc DE-605, một tàu hộ tống khu trục lớp Rudderow, và đã phục vụ cùng Hải quân Hoa Kỳ trong Chiến tranh Thế giới thứ hai. Nó là chiếc tàu chiến duy nhất của Hải quân Hoa Kỳ được đặt cái tên này, theo tên Đại úy Thủy quân Lục chiến Rogers Blood (1922-1944), người từng phục vụ cùng Trung đoàn 22 Thủy quân Lục chiến trong Trận Eniwetok, đã tử trận trên đảo Engebi vào ngày 18 tháng 2, 1944 và được truy tặng Huân chương Ngôi sao Bạc. Chỉ đưa vào hoạt động khi chiến tranh đã kết thúc, nó xuất biên chế năm 1946, rồi cuối cùng bị bán để tháo dỡ vào năm 1961.

## Thiết kế và chế tạo
Thiết kế của lớp Crosley dựa trên việc cải biến lớp tàu hộ tống khu trục Rudderow. Cấu trúc thượng tầng con tàu được mở rộng, đồng thời tháo dỡ bớt vũ khí trang bị để lấy chỗ bố trí nơi nghỉ cho 162 binh lính được vận chuyển cùng khoảng 40 tấn trang bị. Hệ thống động lực tương tự như với các lớp Buckley và Rudderow; là kiểu động cơ turbine-điện General Electric, cung cấp điện năng cho mô-tơ điện để dẫn động hai trục chân vịt.
Dàn vũ khí được giữ lại bao gồm một khẩu pháo 5 inch (130 mm)/38 cal bố trí một phía trước mũi; ba khẩu đội pháo phòng không Bofors 40 mm nòng đôi và sáu pháo phòng không Oerlikon 20 mm; vũ khí chống ngầm gồm hai đường ray Mk. 9 để thả mìn sâu. Thủy thủ đoàn đầy đủ bao gồm 15 sĩ quan và 168 thủy thủ; và con tàu được bố trí tiện nghi để vận chuyển 12 sĩ quan cùng 150 binh lính đổ bộ.
Rogers Blood được đặt lườn như là chiếc DE-605 tại Xưởng tàu Bethlehem-Hingham ở Hingham, Massachusetts vào ngày 12 tháng 4, 1945. Nó được hạ thủy vào ngày 2 tháng 6, 1945, được đỡ đầu bởi bà Robert M. Blood. Đang khi được hoàn thiện, con tàu được xếp lại lớp như một tàu vận chuyển cao tốc vào ngày 17 tháng 7, 1944, mang ký hiệu lườn mới APD-115, và nhập biên chế cùng Hải quân Hoa Kỳ vào ngày 22 tháng 8, 1945 dưới quyền chỉ huy của Hạm trưởng, Thiếu tá Hải quân John W. Higgins, Jr.

## Lịch sử hoạt động
Rogers Blood vẫn đang trong quá trình được trang bị khi Nhật Bản chấp nhận đầu hàng vào ngày 15 tháng 8, 1945 giúp chấm dứt vĩnh viễn cuộc xung đột. Nó khởi hành từ Boston, Massachusetts vào ngày 8 tháng 9 để tiến hành việc chạy thử máy huấn luyện tại khu vực vịnh Guantánamo, Cuba, và sau đó đi đến Chester, Pennsylvania để cùng tàu ngầm Sabalo (SS-302) tham gia các lễ hội nhân ngày Hải quân, vốn đã thu hút khoảng 40.000 khách đến tham quan. Con tàu đi vào Xưởng hải quân Norfolk tại Portsmouth, Virginia để đại tu từ ngày 31 tháng 10 đến ngày 15 tháng 11, rồi chuyển đến Jacksonville, Florida, nơi nó được đưa về thành phần dự bị thuộc Hạm đội Dự bị Đại Tây Dương, và chuẩn bị ngừng hoạt động.
Đi đến sông St. Johns tại Florida vào ngày 18 tháng 11, Rogers Blood được cho xuất biên chế vào ngày 19 tháng 3, 1946, và neo đậu cùng Đội Florida tại Green Cove Springs, Florida. Tên nó được cho rút khỏi danh sách Đăng bạ Hải quân vào ngày 1 tháng 6, 1960, và con tàu được bán cho hãng Southern Scrap Material Company tại Louisiana vào ngày 14 tháng 12, 1961 để tháo dỡ.

## Phần thưởng
Nguồn: Navsource Naval History
|  |  |

| Huân chương Chiến dịch Hoa Kỳ | Huân chương Chiến thắng Thế Chiến II |